# Andrea Arnold

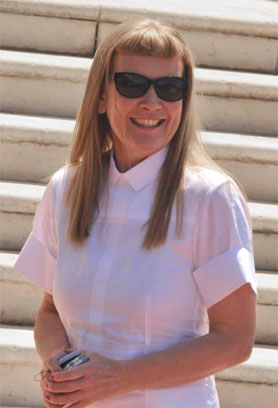
Andrea Arnold bei den Filmfestspielen von Cannes 2012

Andrea Arnold, OBE (* 5. April 1961 in Dartford, Kent, England) ist eine britische Filmregisseurin, Schauspielerin und Oscar-Preisträgerin. Ihren ersten großen Erfolg als Filmemacherin hatte sie mit dem Kurzfilm Wespen (Wasp), der bei der Oscarverleihung 2005 ausgezeichnet wurde. Bei den Filmfestspielen von Cannes erhielt sie 2006, 2009 und 2016 jeweils für Red Road, Fish Tank und American Honey Einladungen in den Wettbewerb um die Goldene Palme.

## Leben
Andrea Arnold erlangte erste Popularität als Schauspielerin und Moderatorin für das Kinderprogramm No.73 (später 7T3), einer Show für das Samstag-Vormittagsprogramm von ITV. Das Programm war eine Sketch Show ähnlich wie The Kumars at No. 42 (BBC) und wurde durch Cartoons und Talkrunden ergänzt. Nachdem 7T3 1988 abgesetzt wurde, arbeitete Andrea Arnold noch weitere zwei Jahre als Teil des Moderatorenteams für die Kindersendung Motormouth, die auf demselben Sendeplatz ausgestrahlt wurde. 1990 schrieb sie für A Beetle Called Derek, einer Show zur Förderung des Umweltbewusstseins für Jugendliche, die sie auch moderierte. Arnold ließ ihre Arbeit als Moderatorin von Kindersendungen nach dem Gewinn des Oscars für ihren Kurzfilm Wespen hinter sich und widmet sich seitdem ganz der Arbeit als Filmregisseurin.
Mit Red Road erschien 2006 der erste Film der sogenannten Advance-Party-Filmreihe, einem Wettbewerb, der nach einer Idee von Lars von Trier und den Produzenten Gillian Berrie, Lone Scherfig und Anders Thomas Jensen ausgeschrieben wurde. Dabei mussten drei angehende Regisseure jeweils einen Film unter vorher festgelegten Bedingungen hinsichtlich Budget, Drehort und Casting realisieren. Das Thema von Red Road, Arnolds erstem Film in Spielfilmlänge, ist Rache. Er erzählt die Geschichte einer Sicherheitsangestellten, die bei der Videoüberwachung eine Person aus ihrer Vergangenheit entdeckt. Der Film wurde in den Wettbewerb um die Goldene Palme der Internationalen Filmfestspiele von Cannes eingeladen und gewann dort den Preis der Jury. Arnold selbst wurde u. a. bei der BAFTA-Award-Verleihung 2007 mit dem Carl Foreman Award als vielversprechendste Newcomerin ausgezeichnet.
An den Erfolg des Films konnte sie 2009 mit dem Drama Fish Tank anknüpfen, der 2010 mit dem British Academy Film Award als bester britischer Film ausgezeichnet wurde. Erzählt wird die Geschichte einer 15-jährigen Schulabbrecherin (gespielt von der Laiendarstellerin Katie Jarvis), die sich in einer heruntergekommenen Arbeitersiedlung in Ostengland in den neuen Freund ihrer Mutter verliebt. 2011 verfilmte Arnold mit Wuthering Heights – Emily Brontës Sturmhöhe den gleichnamigen Roman von Emily Brontë. An der Seite von Kaya Scodelario (Cathy) spielte James Howson als erster schwarzer Heathcliff-Darsteller in einer Filmversion des Stoffes. Der Film lief im Wettbewerbs-Programm der 68. Internationalen Filmfestspiele von Venedig.
Im Jahr 2012 wurde Arnold in die Wettbewerbsjury der 65. Internationalen Filmfestspiele von Cannes berufen. 2016 erhielt sie für American Honey ihre dritte Einladung in den Wettbewerb der Internationalen Filmfestspiele von Cannes und gewann mit dem Film zum dritten Mal den Preis der Jury.
Ihr Film Cow wurde am 8. Juli 2021 beim Filmfestival von Cannes vorgestellt, lief dann bei weiteren Festivals und kam ab Mitte Januar 2022 in verschiedenen Ländern in die Kinos. Mit Unterbrechungen hatte Arnold über vier Jahre die Milchkuh Luma begleitet. Der Filmton stammt von der Kuh und ihrer Umgebung und verzichtet auf einen menschlichen Kommentar.
Im Jahr 2024 wurde ihr Spielfilm Bird mit Barry Keoghan und Franz Rogowski in den Hauptwettbewerb des 77. Filmfestivals von Cannes eingeladen.

## Filmografie
- 1998: Milk (Kurzfilm)
- 2001: Dog (Kurzfilm)
- 2003: Wespen (Wasp, Kurzfilm)
- 2006: Red Road
- 2009: Fish Tank
- 2011: Wuthering Heights – Emily Brontës Sturmhöhe (Wuthering Heights)
- 2016: American Honey
- 2015–2017: Transparent (Fernsehserie, 4 Folgen)
- 2017: I Love Dick (Fernsehserie, 4 Folgen)
- 2019: Big Little Lies (Fernsehserie, 7 Folgen)
- 2021: Cow (Dokumentarfilm)
- 2024: Bird

## Auszeichnungen Auswahl
Oscar
- 2005: Oscar in der Kategorie Bester Kurzfilm für Wasp

BAFTA Award (Schottland)
- 2005: Beste Regie und bestes Drehbuch für Red Road

British Academy Film Award
- BAFTA Awards 2007: Carl Foreman Award für Red Road
- BAFTA Awards 2010: Bester britischer Film (Alexander Korda Award) für Fish Tank

British Independent Film Awards
- 2006: Douglas Hickox Award für Red Road
- 2009: Beste Regie für Fish Tank
- 2009: Nominierung in der Kategorie Bestes Drehbuch für Fish Tank
- 2016: Beste Regie für American Honey
- 2016: Nominierung in der Kategorie Bestes Drehbuch für American Honey

Europäischer Filmpreis
- 2009: Nominierung in der Kategorie Beste Regie für Fish Tank

Filmfestspiele von Cannes
- 2006: Preis der Jury und nominiert für die Goldene Palme für Red Road
- 2009: Preis der Jury und nominiert für die Goldene Palme für Fish Tank
- 2016: Preis der Jury und nominiert für die Goldene Palme für American Honey

Filmfest Hamburg
- 2024: Douglas-Sirk-Preis[3]